# Evangelische Kirche Geiß-Nidda

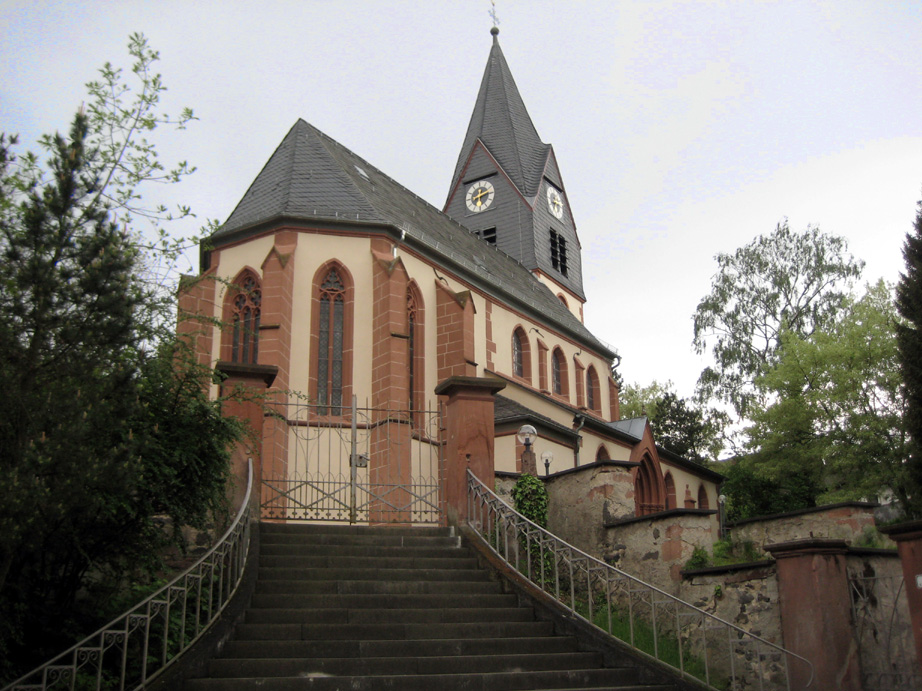
Kirche in Geiß-Nidda von Nordosten

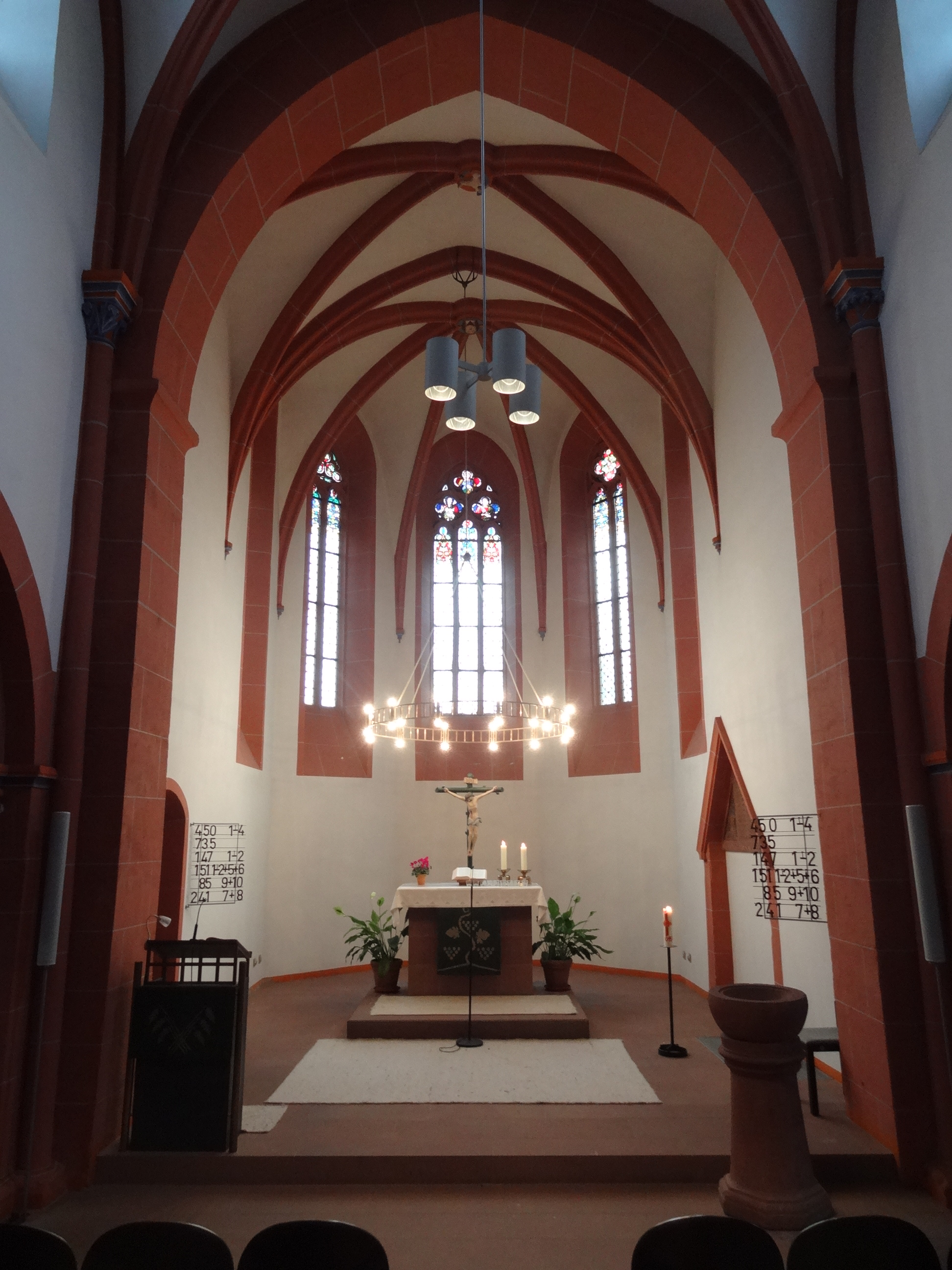
Blick auf den Chor

Die Evangelische Kirche in Geiß-Nidda, einem Stadtteil von Nidda in Oberhessen, ist eine dreischiffige frühgotische Dorfbasilika mit romanischem Westturm und einschiffigem hochgotischen Chor mit Fünfachtelschluss. Sie gehört nicht nur zu den wenigen gotischen Pfeilerbasiliken in Oberhessen, sondern ist für eine Dorfkirche außergewöhnlich groß und aufwendig gestaltet. Die Kirche ist wegen ihrer geschichtlichen und wissenschaftlichen Bedeutung hessisches Kulturdenkmal.

## Geschichte
Die Kirche zu Geiß-Nidda wird urkundlich 1234 zum ersten Mal erwähnt, als die Abtei Fulda die Kollatur innehatte und die Kirche als Besitz beanspruchte. Zwei Jahre zuvor wird der Name des Patrons Nikolaus in einer Votiv-Schrift im Zusammenhang mit Elisabeth von Thüringen genannt, deren Verfahren zur Heiligsprechung im Gange war.
Die Kirche wurde 1336 vom Bistum Mainz verwaltet, als ein Pfarrer bezeugt ist. Im Jahr 1435 wurde sie zur selbstständigen Pfarrkirche erhoben und gehörte seitdem zum Archidiakonat von St. Maria ad Gradus im Erzbistum Mainz.
Seit Einführung der Reformation ab 1526 gehört sie im Landgrafentum Hessen zur Evangelischen Kirche. Als erster evangelischer Pfarrer ist Johannes Koberger (1559–1574) nachweisbar. Die Kollatur ging mit der Reformation auf die hessischen Landgrafen über. Im 17. und 18. Jahrhundert entstand ein langer Streit über das Präsentationsrecht der neuen Pfarrer, das die örtlichen Herren von Rodenstein 1616 und 1656 für sich beanspruchten, ebenso erfolglos die Kruge von Nidda 1665 und 1714, denen das Lehen übertragen wurde, und 1757 die Familie Rencker als deren Rechtsnachfolger.
Zu Beginn des 18. Jahrhunderts geriet die Kirche in Verfall und wird berichtet, dass die „sonsten sehr schöne gewesene Kirche … in großer Gefahr stehe, ehe man sichs versiehet, übern Haufen zu fallen“. Eine Instandsetzung folgte 1710. Im Jahr 1867 wurde der Turm saniert, die zugemauerten Fenster freigelegt. Die Fenster der Kirche wurden erneuert und die Chorfenster mit ihrer Glasmalerei wiederhergestellt. Zudem erhielt die Turmuhr drei neue Zifferblätter und neue Zeiger. Eine Renovierung im Jahr 1895/1896 beinhaltete die Trockenlegung der Kirche und die Beseitigung fast der gesamten Kirchenausstattung, einschließlich der Emporen, der Orgel und des Ofens. Die rechteckigen Fenster wurden wieder in spitzbogige umgestaltet.
Die Kirchengemeinde ist pfarramtlich mit der Evangelischen Kirche Bad Salzhausen verbunden. Sie gehört zum evangelischen Dekanat Büdinger Land in der Propstei Oberhessen in der Evangelischen Kirche in Hessen und Nassau.

### Bauphasen
Die Kirche in Geiß-Nidda entstand in neun Bauphasen und wurde mehrfach renoviert. Gesichert ist die Datierung 1205 für den Bau des zweigeschossigen Turms, dessen zweites Geschoss mit Rundbögen als Klangarkade versehen ist. Die Westseite des Turms diente als Eingang, der östlich in einer rundbogigen Türöffnung zum Kirchenraum hin seine Fortsetzung fand, die mittlerweile zugemauert ist. Um 1215 wurde der Turm um ein weiteres Geschoss mit Rundbögen erhöht.
In der zweiten Hälfte des 13. Jahrhunderts wurde nach einem Planwechsel Richtung Osten eine dreischiffige Pfeilerbasilika errichtet, deren flach hervortretende Strebepfeiler Kennzeichen frühgotischer Bauweise sind. Der Turm befindet sich seitdem nicht mehr in der Mittelachse, woraus geschlossen wird, dass die Basilika ein vergrößerter Neubau war, der einen schmaleren Vorgängerbau ersetzte. Der Eingang von Norden her erhielt ein spitzbogiges Portal.
In der ersten Hälfte des 14. Jahrhunderts wurde ein Chor erbaut und ihm anschließend an der Nordseite ein Sakristeibau angegliedert. Der Chor wurde bis 1367 durch einen neueren Bau ersetzt. Der Turm erhielt 1445 eine achteckige Spitze mit vier Giebeln. Das Gewölbe im Mittelschiff wurde um 1500 fertiggestellt. Um 1570 wurde die Glockenstube im Turm höher verlegt. 1710 wurde im Zuge der Renovierung der Dachstuhl erneuert.

### Renovierungen
Bei einer Renovierung im Jahr 1895 erfolgten der Ausbau der Seitenemporen, der Umbau der rechteckigen Fenster in Haupt- und Seitenschiffen in spitzbogige, die Anfertigung eines Kirchenfensters und der Kirchenbänke für den Innenraum. Die Bänke und das Fenster wurden im Zuge der Renovierung 1993 in die örtliche Friedhofskapelle eingebaut. Eine weitere Renovierung fand 1959 statt. 1991 folgte der Einbau einer Heizung. Bei der Renovierung 1993 wurde versucht, die gotischen Elemente, die durch spätere Einbauten (Emporen, Kanzel) an Wirkung verloren hatten, wieder zur Geltung zu bringen – auch durch das Wagnis der Farbgebung.

## Architektur

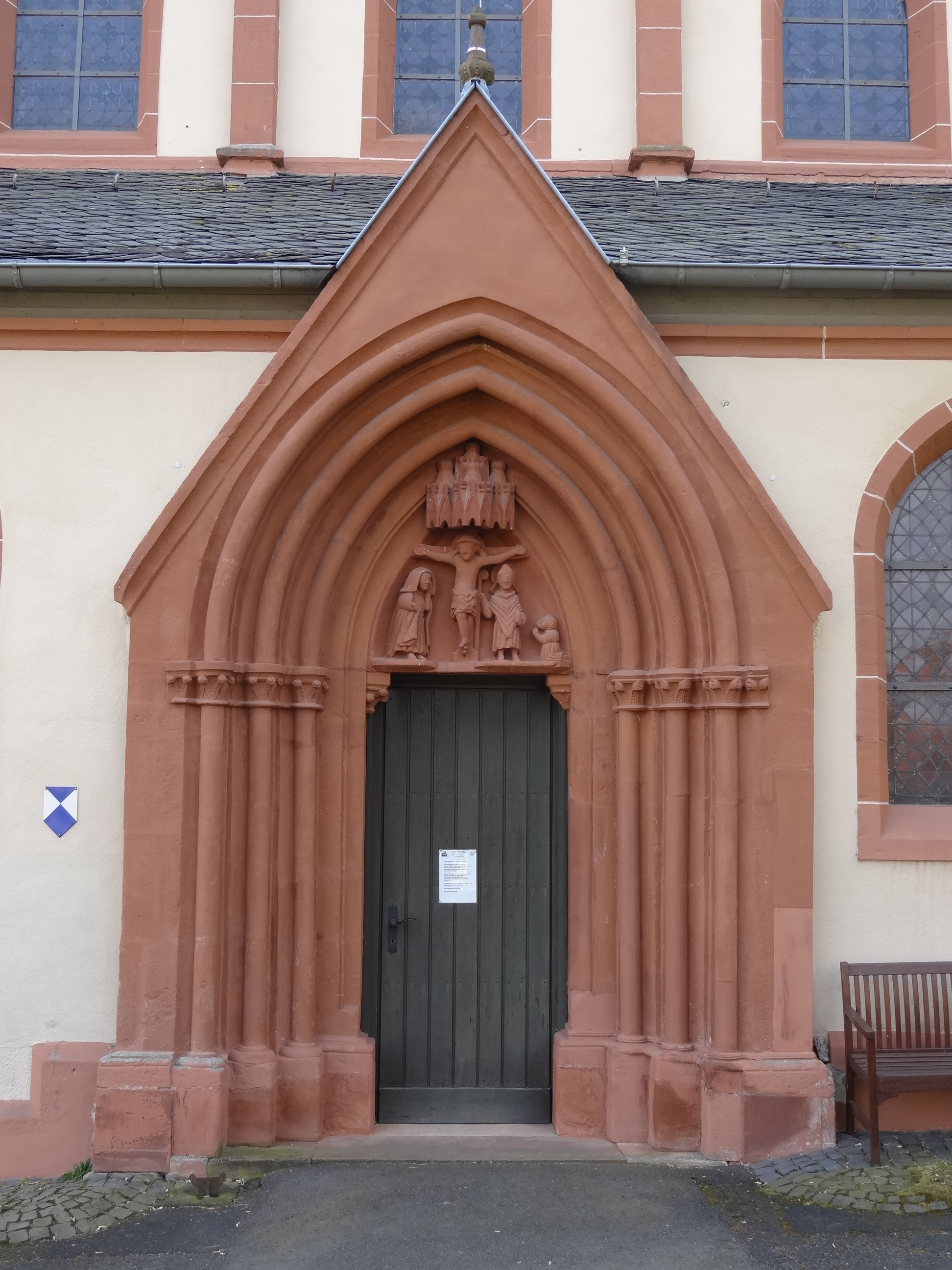
Stufenportal am nördlichen Seitenschiff

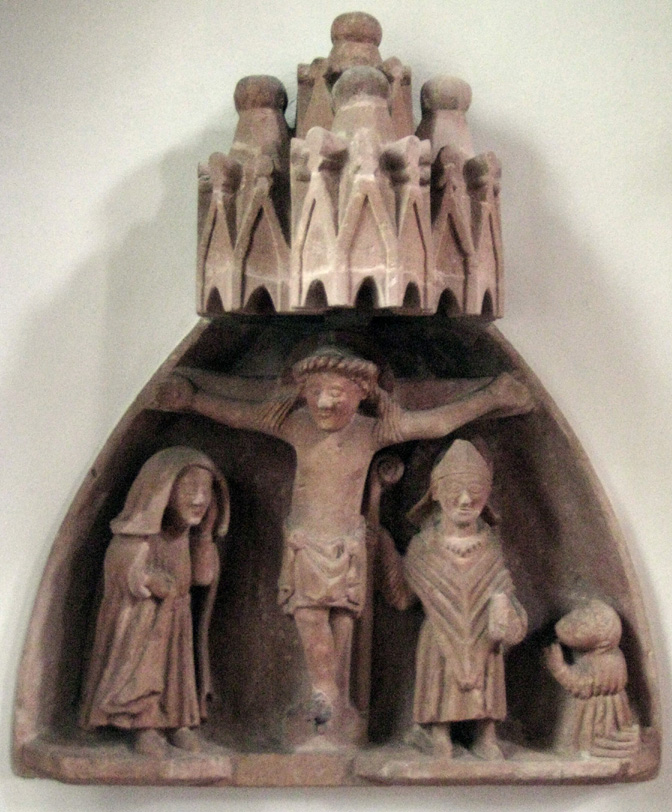
Frühgotisches Portal mit dem hl. Nikolaus statt Johannes

Die in etwa geostete, kleine dreischiffige Basilika aus Bruchsteinmauerwerk ist am südwestlichen Rand des Dorfes auf einer Hügelkuppe weithin sichtbar errichtet. Das Mauerwerk ist außen und innen weiß verputzt, wobei Bögen, Gewände, Gewölberippen, die Eckquaderung und andere Gliederungselemente aus rotem Sandstein ausgespart sind. Das repräsentative Gotteshaus besteht aus drei Baukörpern: dem romanischen Westturm, der frühgotischen Basilika und dem spätgotischen Ostchor.
Der dreigeschossige Westturm auf querrechteckigem Grundriss mit Eckquaderung aus rotem Sandstein hat zwei Obergeschosse, die durch ein umlaufendes Gesimsband gegliedert werden. Die gekuppelten Fenster in beiden Obergeschossen haben Mittelsäulen und werden von einem Halbkreisbogen überwölbt. Der vollständig verschieferte Turmhelm aus der Zeit um 1445 hat ein vierseitiges Glockengeschoss in Fachwerkbauweise mit paarweisen hochrechteckigen Schallöffnungen. Aus den vier Dreiecksgiebeln, an denen die vier Zifferblätter der Turmuhr angebracht sind, entwickelt sich ein oktogonaler Spitzhelm, der von einem Turmknauf, einem verzierten Kreuz und einem vergoldeten Wetterhahn bekrönt wird. Das Westportal stammt aus spätgotischer Zeit.

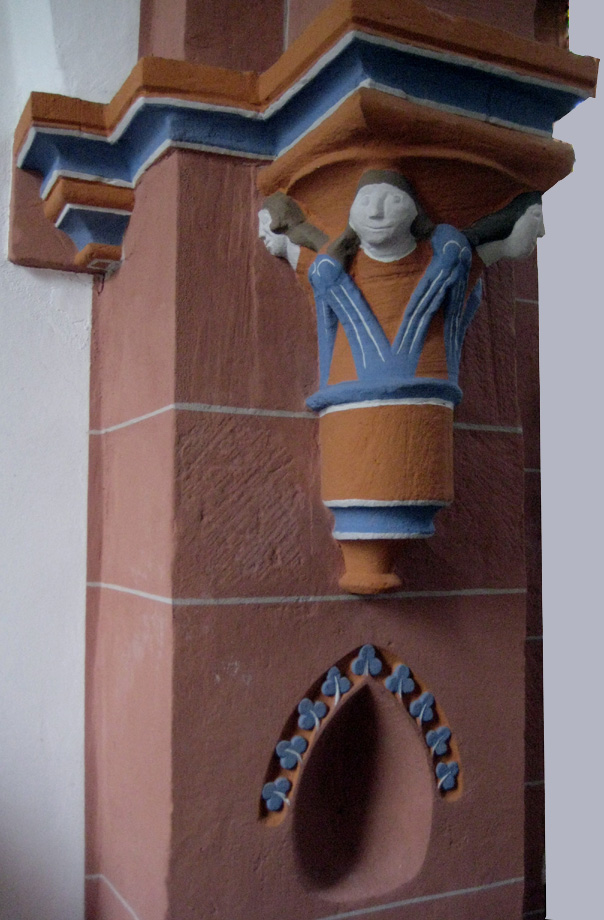
Kapitell mit vier Gesichtern (zwei davon halbplastisch)

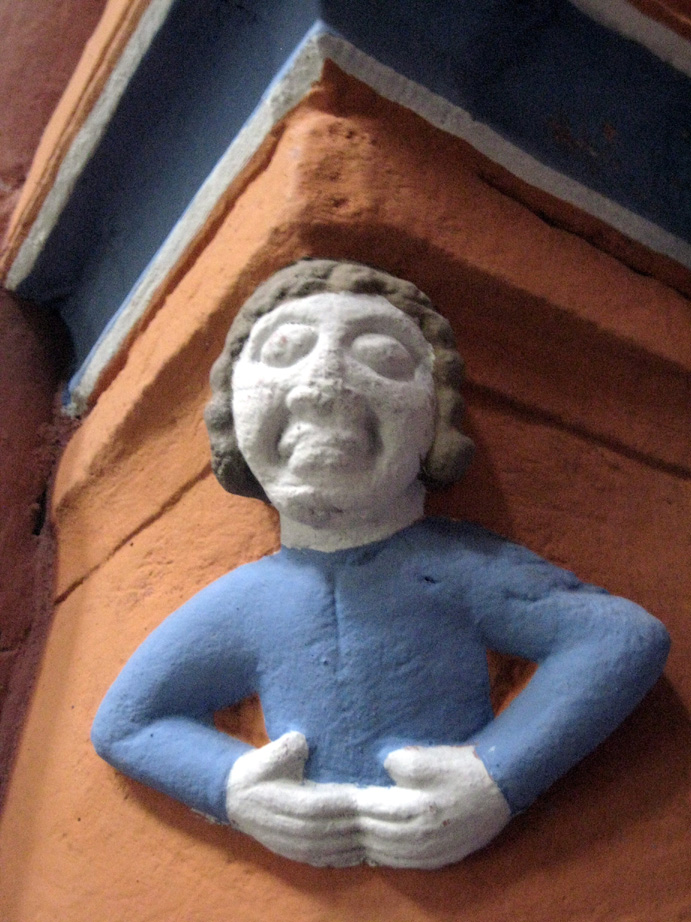
Kapitell Rundpfeiler Südschiff

Die Pfeilerbasilika hat im Westen zwei viereckige Pfeiler und im Osten zwei Rundpfeiler mit je vier kleinen Säulen, die als Dienste für die Gewölbe aufsteigen. Mittelschiff und die zwei Seitenschiffe sind dreijochig. Der harmonische Gesamteindruck im Inneren wird durch die breiten rechteckigen Gurtbögen bestimmt, die die Joche der Basilika voneinander trennen, und durch die Scheidbögen des Mittelschiffs, die gedrungene Spitzbogenarkaden bilden. Die Gewölbe sind in den Seitenschiffen teils ohne Rippen oder mit einfachen gekehlten Rippen, im Mittelschiff mit Birnstab-Profil. Die Rundpfeiler mit ihren für das 12./13. Jahrhundert gebräuchlichen Kapitellen mit floralen und figürlichen Ornamenten wirken auch durch die Farbgebung, für die man sich bei der letzten Renovierung 1993 entschieden hat. An den Langseiten werden die Gewölbe der Seitenschiffe und des Mittelschiffs aufgrund der mächtigen Mauern des Langschiffs durch nur flache Strebepfeiler gestützt.
Das frühgotische Stufenportal an der Nordseite aus der zweiten Hälfte des 13. Jahrhunderts ist mehrfach abgetreppt und hat Knospenkapitelle und spitze Archivolten unter einem Wimperg. Das originale Figurentympanon wurde aus konservatorischen Gründen in den Innenraum an die Westwand im Südschiff verbracht; im Nordportal befindet sich eine Kopie. Die Darstellung ist ungewöhnlich: Christus am Kreuz im Zentrum, rechts daneben, dem Betrachter zugewandt, steht dort, wo sonst Johannes, der Jünger Jesu, erscheint, eine Gestalt im Messgewand, die an die Darstellung eines Klosterabtes erinnert, in Heiligenmanier, wohl der hl. Nikolaus, rechts davon kniend eine Stifterfigur, links vom Kreuz, dort, wo sonst eine der drei Marien (Joh 19,25 ) steht, eine Gestalt, dem Gekreuzigten zugewandt, mit Trauergestus. Sie dient offenbar als Identifikationsfigur für die in die Kirche Eintretenden. Die weitere Bestimmung dieser Figur ist unklar. Es könnte sich der Kleidung nach auch um einen Mönch handeln, sodass die beiden Gestalten neben dem Kreuz die klösterliche Verwaltung widerspiegelten.
Die fünf Schlusssteine im Gewölbe sind unterschiedlich belegt und zeigen von Ost nach West: im Chorraum das Haupt Christi (Eph 1,22 ) und einen nimbierten Vogel mit Schriftband in den Klauen (Adler: Symbol des Evangelisten Johannes), im Mittelschiff das Lamm Gottes (Offb 5,12 ), einen Ring mit einer lateinischen Inschrift (übersetzt und ausgeschrieben: „Im Jahre des Herrn 1500 unter dem Pfarrer Nicolaus Scriptoris“) sowie eine Rosette.
Der hochgotische Fünfachtelschluss hat stark ausgebildete Strebepfeiler, die ein Kreuzgratgewölbe mit Hohlkehlen-Rippen stützen, die auf Konsolen ruhen. Die zwei- und dreiteiligen spitzbogigen Maßwerkfenster im Chor erhielten 1867 eine Glasmalerei im Mittelfenster. In den Vierpässen des Spitzbogens wurden Petrus, Johannes und Paulus ergänzt. An der Nordseite wurde die Sakristei angebaut, deren spitzbogiges Portal übernommen wurde. Möglicherweise stammen Rippen und Kämpfer des Gewölbes noch aus dem 13. Jahrhundert.

## Ausstattung

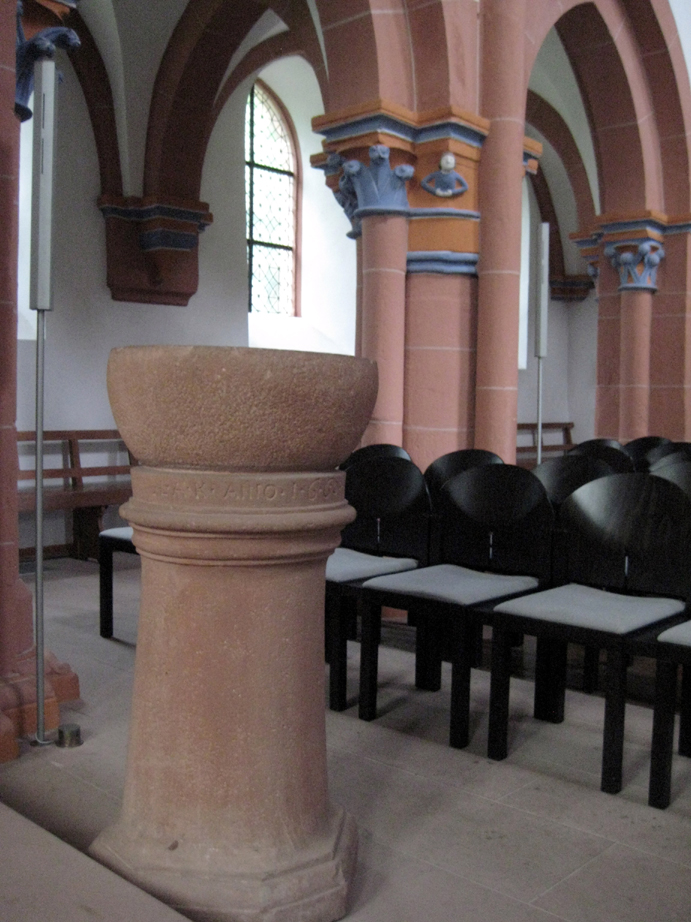
Taufstein von 1660

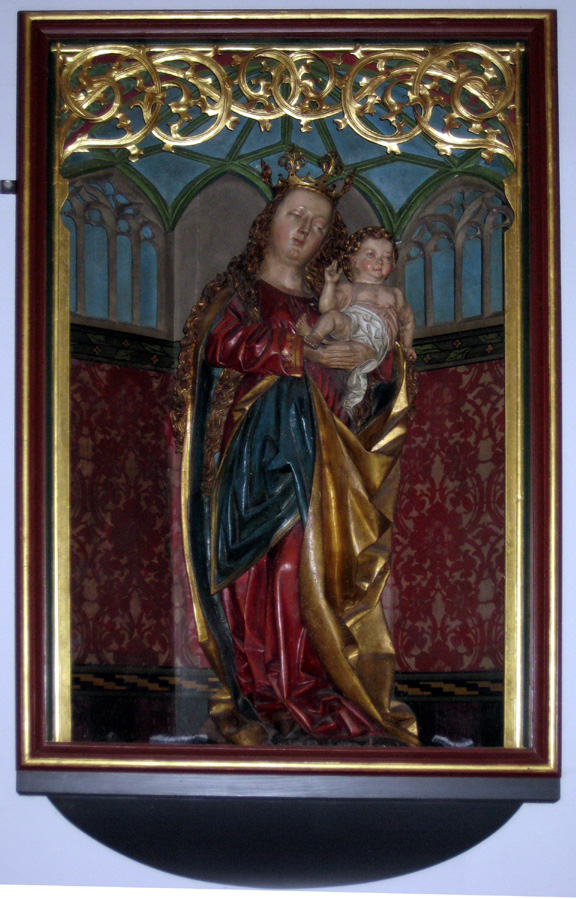
Madonna um 1500

Eine Skulptur des hl. Sebastian mit einem Lendenschurz und schlichtem Mantel, aber ohne Pfeile, stammt aus der Zeit um 1450 und gehörte ursprünglich wohl zu einem Altar. Sie wurde im Turm gefunden, ab 1890 in der Sakristei aufbewahrt und 1993 bei der Renovierung der Kirche restauriert und im nördlichen Seitenschiff platziert.
Eine spätgotische Madonnenskulptur in einem hölzernen Schrein an der Westwand des Mittelschiffs unter der Orgelempore wurde um 1500 gefertigt. Sie steht unter einem durchbrochenen vergoldeten Rankenwerk. Im Hintergrund ist ein Gewölbe mit Maßwerkfenstern zu sehen. Die Skulptur scheint ebenfalls Bestandteil eines Schnitzaltars gewesen zu sein.
Der Taufstein aus rotem Sandstein ist an der Schwelle zum Chorraum aufgestellt. Eine Schale ruht auf einer Säule mit einer achtseitigen Basis. Eine Umschrift nennt das Jahr 1660 als Entstehungszeit.
In der Südwand des Chors ist eine Nische mit einem Dreiecksgiebel eingelassen, die ursprünglich für einen Priesterdreisitz diente. Im Jahr 1913 wurde hier eine Gedenktafel nach einem Entwurf von J. W. Kleukens aus Darmstadt für die Gefallenen von 1870/1871 angebracht.
Bei der Renovierung 1993 wurden die neugotische Kanzel durch ein Lesepult und das Kirchengestühl durch Einzelstühle ersetzt.

## Orgel

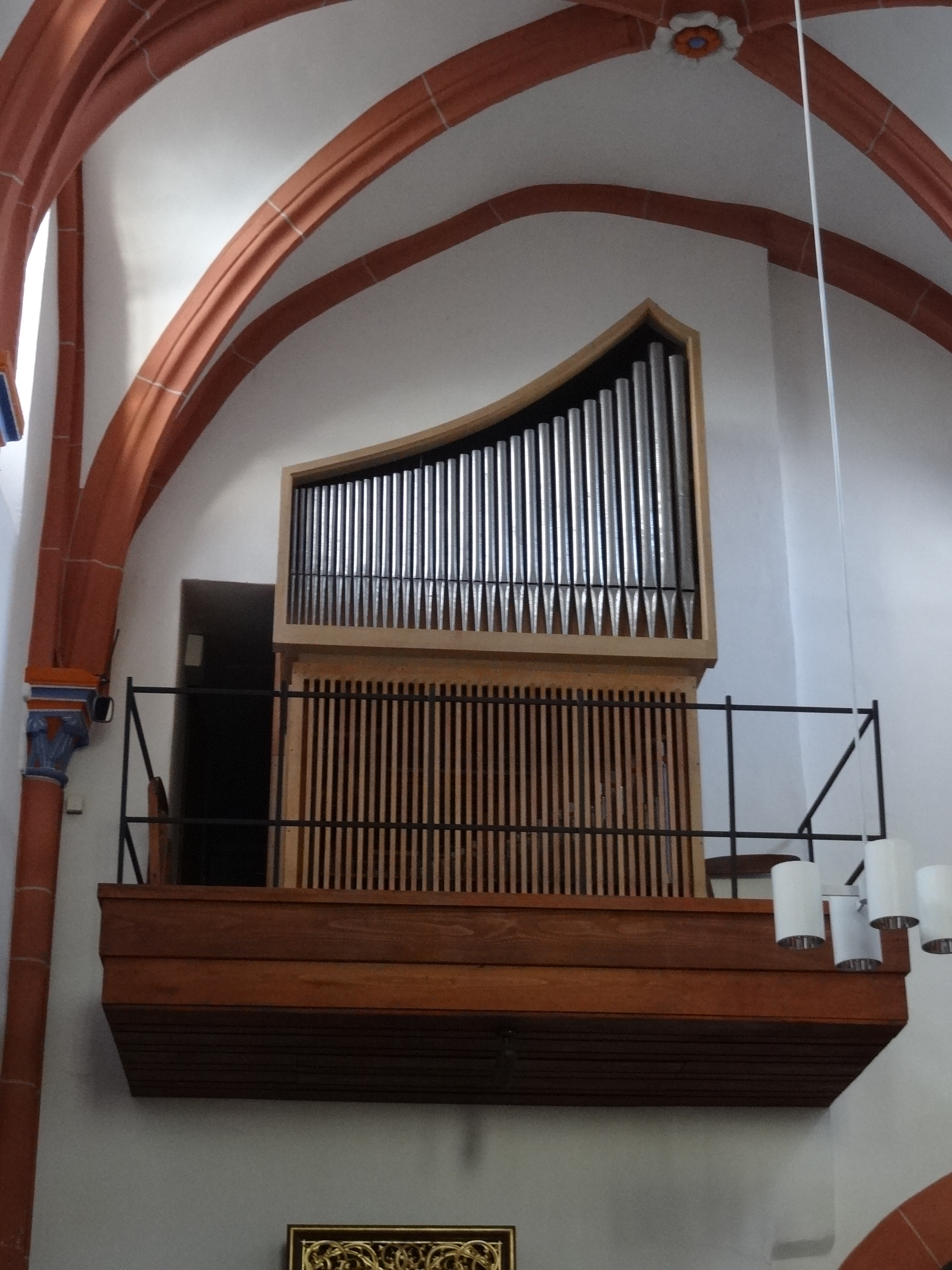
Orgel von 1967

Die heutige Orgel ist die fünfte in der Kirche. Im letzten Viertel des 17. Jahrhunderts wurde erstmals eine Orgel eingebaut, die als ein „geringes Werk“ bezeichnet wurde. Es wurde 1745 von einem Positiv mit vier Registern abgelöst. Johann Friedrich Syer sollte 1758 eine Reparatur ausführen und bescheinigte dem Instrument eine minderwertige Qualität. Johann Andreas Heinemann aus Gießen baute 1772 eine neue Orgel mit neun Registern. Ein Vorschlag von Johann Georg Förster im Jahr 1852 für einen Erweiterungsumbau wurde nicht ausgeführt. Erst 1894 löste ein zweimanualiger Neubau mit 13 Registern auf mechanischen Kegelladen von Förster & Nicolaus Orgelbau auf einer hölzernen Westempore die Heinemann-Orgel ab, die auf lediglich 400 Mark geschätzt und nach Affolterbach verschenkt wurde. Das heutige Instrument wurde 1967 von Lotar Hintz im Mittelschiff auf einer kleinen Empore an der Wand des Westturms montiert. Die zweimanualige Orgel verfügt über 13 Register. 1994 wurde sie generalüberholt. Die Disposition lautet wie folgt:
| I Hauptwerk C–g3  |    |
| Rohrflöte         | 8′ |
| Singend Prinzipal | 4′ |
| Schweizer Pfeife  | 2′ |
| Sesquialter III   |    |
| Mixtur III–IV     | 2′ |
| Tremulo           |    |

| II Unterwerk C–g3 |       |
| Gedackt           | 8′    |
| Rohrflöte         | 4′    |
| Flachflöte        | 2′    |
| Gemsquinte        | 1 ⁄3′ |
| Terzzimbel II–III |       |
| Tremulo           |       |

| Pedal C–f1   |     |
| Untersatz    | 16′ |
| Spitzgedackt | 4′  |
| Stillfagott  | 8′  |

- Koppeln: II/I, I/P, II/P

## Grabstein
Für den am 21. Oktober 1785 verstorbenen „Herrn Johann Wilhelm Ruehle von Lilienstern, Erb- und Gerichtsherrn zu Geisnidda, Herr zu Geissenbach“ wurde von seiner Erbin ein Grabmal an der Kirche errichtet. Geissenbach ist eine Wüstung im Markwald Berstadt.